# Похвистнево
Похвистнево (рус. Похвистнево) град је у Русији у Самарској области.

## Становништво
| 1939. | 1959.  | 1970.  | 1979.  | 1989.  | 2002.  | 2010.  |
| ----- | ------ | ------ | ------ | ------ | ------ | ------ |
| 6.580 | 23.063 | 26.125 | 25.719 | 27.843 | 27.973 | 28.169 |